# Уканхаду
Уканхаду (груз. უკანხადუ) — село в Грузії.
За даними перепису населення 2014 року в селі проживає 1 особа.